# Ogród Zabaw Dziecięcych im. Krzysztofa Kamila Baczyńskiego w Sosnowcu
Ogród Zabaw Dziecięcych im. Krzysztofa Kamila Baczyńskiego – park o powierzchni 2,65 ha, położony w Sosnowcu w dzielnicy Milowice na osiedlu Kalety, u zbiegu ulic Bławatków i Podjazdowej. Teren parku wyznaczają: przebieg ulicy Bławatków, Linia Wiktora – trasa pieszo-rowerowa biegnąca po dawnym nasypie kolejowym kolei piaskowej kopalni Wiktor (Milowice / Saturn) oraz linia zabudowań przy ul. Okólnej.